# Cantherhines sandwichiensis
Cantherhines sandwichiensis és una espècie de peix de la família dels monacàntids i de l'ordre dels tetraodontiformes.

## Morfologia
- Els mascles poden assolir 19,3 cm de longitud total.[4][5]

## Alimentació
Menja algues, detritus, tunicats, coralls, esponges de mar i d'altres organismes bentònics.

## Hàbitat
És un peix marí, de clima tropical i associat als esculls de corall que viu entre 2-73 m de fondària.

## Distribució geogràfica
Es troba a les Hawaii.

## Observacions
És inofensiu per als humans.